# Fachhochschule Salzburg
|                           |                                       |
| Fachhochschule Salzburg   |                                       |
| Rector:                   | Erhard Busek                          |
| Fundación:                | 1995                                  |
| Localización:             | Puch bei Hallein Kuchl                |
| Titulaciones:             | 11 Bakk., 3 DI(FH), 1 Mag.(FH)        |
| Estudiantes matriculados: | ?? (2006/07)                          |
| Frauenquote:              | ??                                    |
| Dirección:                | Urstein Süd 1 A-5412 Puch bei Hallein |
| Sitio web:                | www.fh-salzburg.ac.at                 |
|                           |                                       |

La Fachhochschule Salzburg existe desde 1995. Desde el cuatrimestre de invierno de 2006 ofrece 15 titulaciones en dos ubicaciones.

## Titulaciones
La FH cuenta desde el cuatrimestre de invierno de 2006 con 15 titulaciones. La siguiente lista muestra cada una de ellas con su correspondiente abreviatura:
- Baugestaltung Holz - BGH - Dipl.Ing(FH)
- Betriebswirtschaft & Informationsmanagement - BWI - Mag.(FH)
- Biomedizinische Analytik - BMA - Bachelor
- Digitales Fernsehen - DTV - Bachelor
- Design & Produktmanagement - DPM - Bachelor
- Ergotherapie - ETH - Bachelor
- Hebammen - HEB - Bachelor
- Holztechnik & Holzwirtschaft - HTW - Dipl.Ing(FH)
- Informationstechnik & System-Management - ITS - Dipl.Ing(FH)
- Innovation und Management im Tourismus - IMT - Bachelor
- MultiMediaArt - MMA - Bachelor
- Orthoptik - OTK - Bachelor
- Physiotherapie - PTH - Bachelor
- Radiologietechnologie - RAT - Bachelor
- Soziale Arbeit - SOZA - Mag.(FH)

## Ubicación
Desde agosto de 2005 la Fachhochschule se ha establecido en Puch bei Hallein y Kuchl. Las ubicaciones se encuentran cerca de las estaciones del tren urbano (S-Bahn) Puch-Urstein y Kuchl respectivamente. Además, desde el Campus Urstein existe una conexión con la autopista y con la calle Landstrasse.

## Infraestructura
Los estudiantes disponen en el mismo campus de Puch-Urstein de una residencia de estudiantes con 350 habitaciones. Las ciudades de Salzburg y Hallein están a tan solo 15 minutos, que ofrecen también alojamiento. En los alrededores del campus se encuentra el Schloss Urstein.

## Instituciones socias en España
- España
  - Universidad de Alicante
  - Universidad Politécnica de Cataluña
  - Universidad Autónoma de Barcelona
  - Elisava Escola Superior de Disseny - Universidad Pompeu Fabra
  - Universidad de Las Palmas de Gran Canaria
  - Universidad de Navarra
  - Universidad de Santiago de Compostela
  - Universidad Politécnica de Valencia
  - Universidad de Zaragoza

## Enlaces
- Fachhochschule Salzburg
- La Webradio de la Fachhochschule Salzburg
- Club de Español

- Datos: Q701554
- Multimedia: Fachhochschule Salzburg / Q701554